# Lipowe (województwo mazowieckie)
Lipowe – osada w Polsce położona w województwie mazowieckim, w powiecie przysuskim, w gminie Klwów.